# Daughters of the Dust
Pour plus de détails, voir Fiche technique et Distribution.
Daughters of the Dust est un film indépendant américain produit et réalisé par Julie Dash, sorti en 1991. Il s'agit du premier long métrage réalisé par une femme afro-américaine distribuée dans les salles américaines. Le film se déroule en 1902 et raconte l'histoire de trois générations de femmes Gullah (également appelées Geechee) de la famille Peazant sur l'île de Sainte-Hélène, alors qu'elles se préparent à migrer vers le nord, sur le continent.
Ayant reçu un bon accueil de la critique, sont notamment mis en avant ses visuels luxuriants, sa narration non linéaire et les dialogues des Gullah.
Le casting comprend Cora Lee Day, Alva Rogers, Barbara-O, Trula Hoosier, Vertamae Grosvenor et Kaycee Moore et a été tourné sur l'île de St. Helena en Caroline du Sud.
Daughters of the Dust est sélectionné pour le prix du meilleur film au Festival de Sundance 1991. Le directeur de la photographie, Arthur Jafa, y remporte le premier prix de la cinématographie. Le film est également connu pour avoir été le premier film réalisé par une femme afro-américaine à obtenir une sortie sur grand écran à échelle nationale.
Dash a écrit deux livres sur la thématique du film, un sur son making-of, co-écrit avec Toni Cade Bambara et Bell hooks, et un roman, une suite se déroulant 20 ans après l'histoire du film. En 2004, le film a été inclus dans le National Film Registry des États-Unis par la Library of Congress étant considéré «important sur le plan culturel, historique ou esthétique».
À l'occasion de son 25e anniversaire, en 2016, Daughters of the Dust a été restauré et réédité par le Cohen Media Group. Cette restauration et le regain global de visibilité du film fait notamment suite à la citation de Beyoncé dans son album de 2016 Lemonade.

## Distinctions
- Festival du film de Sundance - Prix d'excellence cinématographique, nommé pour le Grand prix du jury, 1991[6] ;
- Sélectionné pour le Registre national du film de la Bibliothèque du Congrès, 2004 ;
- Cascade Festival of African Films, Portland - Prix d'excellence cinématographique, 2005 ;
- Prix du Cercle des critiques de films de New York - Prix spécial, 2016[7] ;
- 10e place dans les 100 meilleurs films réalisés par une femme selon la BBC, 2019[8].

## Autour du film
Dash a écrit deux livres sur les filles de la poussière :
- Co-écrit avec Toni Cade Bambara et Bell hooks, Daughters of the Dust: The Making of an African American Woman's Film (1992). Le livre comprend le scénario du film.
- Daughters of the Dust: A Novel (1997), une suite se déroulant 20 ans après l'histoire narrée dans le film. Amelia, une jeune étudiante en anthropologie qui a grandi à Harlem, se rend dans les Sea Islands pour rencontrer les parents de sa mère et en apprendre davantage sur leur culture. Le roman a été sélectionné en 2011 pour le One Book Program de la bibliothèque publique du comté de Charleston[9].